# Associação Atlética Rodoviária do Amazonas
A Associação Atlética Rodoviária do Amazonas(de acrônimo A.A.R.A.) foi uma agremiação esportiva brasileira, da cidade de Manaus, capital do Estado do Amazonas. A associação era subordinada ao Departamento de Rodagens do Amazonas.

## História
A associação foi fundada como clube social dos funcionários do Departamento dos Rodoviários do Amazonas ou Departamento de Estrada de Rodagem(DERAM) e era completamente subordinada a essa entidade. A primeira notícia que se tem do clube é do ano se sua fundação, quando fez parte da Liga Desportiva Cristã que organizava um torneio suburbano com equipes tradicionais do amadorismo manauara como XV de Agosto e Tricolor. A equipe acabou conquistando esse torneio de forma invicta..
Já em 1961, ressaltando seu caráter poliesportivo, foi campeã de pedestrianismo do Norte. Naquela altura, já se encontrava filiada à Federação Amazonense de Desportos Atléticos(FADA) em seu departamento autônomo, assim já disputando os campeonatos esportivos oficiais, como as divisões inferiores do futebol do estado..
Ficou de 1961 até 1963 como clube integrante da Segunda Divisão do Campeonato Amazonense de Futebol, onde se qualificou como uma das equipes mais fortes vencendo a última edição desta antes do profissionalismo, em 1963, ao bater o Estrela do Norte na final e com isso ser consagrado campeão da "Chave B" que era como chamavam a competição naquele ano. Após a profissionalização, o acesso da Rodoviária não aconteceu, pois os clubes que optaram por continuar no amadorismo passaram a compor o Campeonato Amazonense de Amadores, que era a continuação oficial da Segunda Divisão. A Rodoviária optou pelo amadorismo e seguiu neste grupo até 1968, quando enfim decidiu se profissionalizar..
Durante sua existência, disputou além do estadual, o Campeonato Brasileiro de Futebol de 1971 - Série B e foi também convidada para vários torneios amistosos no interior, no Acre, Rondônia, Roraima e Pará.

### Profissionalização
Os primeiros indícios da profissionalização da Rodoviária vieram em Dezembro de 1968. Àquela altura a equipe era a líder do Campeonato Amazonense de Amadores (continuação da segunda divisão). Inicialmente, a equipe fora convidada a disputar apenas a Taça Amazonas após aprovação pelo conselho arbitral. Naquele primeiro momento, os planos para profissionalização previam que acontecesse em 1970. Os dirigentes classificaram a participação na Taça Amazonas de 1969 como experimental. Com o ingresso da associação na Taça Amazonas, a equipe se viu obrigada a desligar-se do Campeonato de Amadores, uma vez que agora estava com status profissional perante a Federação Amazonense de Futebol.
A estreia da "Formiga" contra os profissionais foi programada para 22 de Janeiro de 1969 contra o Rio Negro no Estádio Ismael Benigno. Agora, dizia-se que o clube estava participando como substituto do Sul América, que desistiu de participar. Naquele momento ainda era qualificado como time amador. O elenco azulnegro estava comandado pelo técnico Rubens Corrêa, que tinha em suas qualidades o histórico de ter sido bicampeão de Juvenis pelo Olímpico Clube.
A estreia
A grande estreia da Rodoviária entre os profissionais ocorreu como estava previsto, no dia 22 de Janeiro. A equipe acabou sendo derrotada pelo adversário pelo placar de 3x1. No jogo, disputado no Estádio Ismael Benigno, o autor do primeiro gol da equipe contra um dos principais clubes de futebol do estado foi de autoria de Raimundinho.
A primeira vitória
Depois de três derrotas e um empate na competição, a "Formiga" finalmente veio a vencer em 6 de Abril ao vencer o América pelo placar de 4x0. Com a vitória a "Rodó" ultrapassou os alvirrubros e chegou à penúltima colocação do torneio, entre sete clubes, posição indigesta que segurou até o final do campeonato.

### No Estadual

#### 1969
Após a modesta participação na Taça Amazonas, o clube resolveu disputar também o estadual. Sua estreia se deu ainda em 1969 com reformulações onde a agremiação dispensou mais de 25 atletas que estavam em seus quadros há muitos anos no amadorismo, para assim definitivamente investir no profissionalismo. Com um quadro "mais profissional" a equipe conseguiu ter mais força apesar de terminar apenas em 5º lugar. Venceu três partidas, entre elas as importantes vitórias sobre Fast Clube e Rio Negro.

#### 1970
Em 1970 passou a ser um páreo duro, onde logo na estreia empatou com o Fast Clube, que era uma pedreira na época. Depois uma derrota magra para o Nacional e finalmente uma grande vitória sobre o Rio Negro. Depois a equipe ainda derrotou o próprio Fast Clube por 1x0, impondo ao tricolor a sua segunda derrota em todo o campeonato(este que veio a ser o campeão). A temporada da equipe foi boa e conseguiu um relevante terceiro lugar, inclusive à frente do Rio Negro, pela primeira vez quebrando o trio de ferro.

#### 1971
O campeonato de 1971 já demonstrava que teria surpresas quando o Rio Negro foi eliminado ainda no primeiro turno. Com uma campanha regular a Rodoviária sobreviveu ao corte de dois times no turno elimintório. O segundo turno, com apenas cinco times, prometia ser rápido e cada jogo seria decisivo. A Rodoviária chegou à última rodada liderando e enfrentou o Nacional na última rodada, necessitando de apenas um empate para se classificar, e foi o que aconteceu: em jogo no Estádio Vivaldo Lima, com grande público, após abrir 1x0 com Diquinho aos 40 minutos do primeiro tempo; o Nacional empatou com Julião aos 33 minutos do segundo(este jogo teve público pagante de 14.225 pessoas). Com este resultado a Rodoviária estava qualificada a enfrentar o Fast Clube na final.
As decisivas foram disputadas em "melhor de três" onde a Rodoviária foi forte e empatou duas partidas contra o Fast Clube, porem, na terceira sucumbiu à força do adversário e terminou como vice-campeã estadual. Os resultados foram:
- 10 de Outubro de 1971 - Fast Clube 0x0 Rodoviária - Estádio Vivaldo Lima - Renda: Cr$16.218,00[13]
- 18 de Outubro de 1971 - Fast Clube 0x0 Rodoviária - Estádio Vivaldo Lima
- 20 de Outubro de 1971 - Fast Clube 4x1 Rodoviária - Estádio Vivaldo Lima - Renda: Cr$19.638,00[14]

### Outros Esportes
Além do futebol, a Rodoviária ingressou em seus primeiros anos no Campeonato Amazonense de Futebol de Salão e disputou pela primeira vez a primeira divisão deste esporte em 1964. Neste mesmo ano há pela primeira vez notícias de que o clube disputou também o Campeonato Amazonense de Vôlei. Lembrando que todas as competições oficiais nessas modalidades eram sobordinados à FADA.

### Primeiro licenciamento, em 1974
Após a conquista do título estadual de 1973, batendo o Rio Negro, considerado um dos grandes do futebol amazonense, a Rodoviária chegou ao seu ápice. Anteriormente, já havia sido vice-campeã em 1970 e com isso disputado o Campeonato Brasileiro de Futebol de 1971 - Série B, após a recusa do Fast Clube em disputar. Após esse caminho curto e produtivo, em 1974, no advento da realização da Taça Amazonas daquela temporada, o clube passou a ter duas vertentes políticas em sua administração: uma, composta apenas de seu presidente Jacob Carneiro e o dirigente Orsine Ribeiro, era favorável à manutenção do profissionalismo; a outra, por sua vez, era ampla maioria e defendia que o clube se dedicasse apenas ao esporte amador e construção e manutenção de patrimônio social. A corda pendeu para o lado mais numeroso e assim a "Rodó" estava fora do profissionalismo apenas um ano após ser campeã estadual.

### O afastamento que foi definitivo, em 1977
Assim como em 1974, em 1976 houve uma corrente entre os associados da Rodoviária para que o departamento de futebol profissional fosse fechado. Quando uma nova diretoria tomou posse da agremiação, esta atendeu aos pedidos desses sócios. O argumento utilizado foi que o clube passaria a investir em patrimônio como construção de sede social, ginásio, pista de atletismo e outros. Com isso, o clube pediu licenciamento a partir do Campeonato Amazonense de Futebol de 1977. A projeção inicial seria de que o afastamento duraria dois anos, mas acabou se estendendo até os dias atuais. Lembrando que esse licenciamento não significou o fim da Associação e muito menos do Departamento de Estradas e Rodagem do Amazonas(DER-AM).

### Dados gerais da Rodoviária
- Último jogo oficial: Seu último jogo disputado foi em 18 de Julho de 1976 com a derrota pelo placar de 2-1 para o São Raimundo.
- Último jogo como profissional: disputado em 27 de Fevereiro de 1977, perdeu por 7x1 para o Fast Clube.
- Fez o último jogo profissional do Parque Amazonense, em 8 de Julho de 1973, onde foi derrotada pelo Rio Negro por 3-1 perante um público de 4.459, em sua maioria rionegrinos. O mesmo Rio Negro seria seu vice-campeão no campeonato da mesma temporada.
- Foi o primeiro representante amazonense no Campeonato Brasileiro de Futebol, disputando a Série B de 1971. Nesta edição enfrentou o Clube do Remo em dois jogos disputados em Belém.
- No seu único título, bateu o favorito Rio Negro na final com os placares de 1-0 e 1-1, vencendo, além do Rio Negro, sua fiel torcida, que compareceu em grande número nos dois jogos no Estádio Ismael Benigno.
- Foi o último clube a ser campeão, antes do domínio de mais de 20 anos da dupla Rio Negro e Nacional que perdurou de 1974 a 1991.
- É atualmente o único campeão do profissionalismo a estar definitivamente extinto.
- O primeiro jogo entre clubes profissionais do Estádio Vivaldo Lima foi no dia 4 de Março de 1971, em preliminar do Clássico Rio-Nal, o Fast Clube bateu a Rodoviária por 2-1, válido pelo torneio Danilo Areosa, reforçando a ideia de que durante sua existência no futebol profissional, foi a 4º força do futebol amazonense.
- O goleiro Iane, futuro ídolo do Rio Negro, defendeu a Rodoviária no título de 1973. Em 1971 o goleiro Clóvis, com também grande história no "Galo" já havia sido vice-campeão estadual pela "Rodó".

## Símbolos

### Nome
A Rodoviária chegou a utilizar nos calções o acrônimo "AARA" e, pelo fato de ser uma Associação, foi chamada de "a Rodoviária" ao invés de "os Rodoviários" do Amazonas. O nome deve se ao fato de ter sido fundada pela DER-AM, órgão gestor  do trânsito estadual, na época.

### Escudo
O escudo da associação constava de uma roda automotiva de cor azul e bordas brancas, composta por aros que possuíam a cor preta dentro dos seus intervalos. O seu centro ou cubo de roda é azul, com o acrônimo A.A.R.A. em seu interior.

### Mascote
O clube usava a Formiga como mascote. Por esse motivo, seu campo oficial era conhecido como "Campo do Formigão".

### Uniforme
- Primeiro uniforme: O uniforme número 1, possuía faixas verticais, pretas e azuis em largura maior, e, nos intervalos entre pretas e azuis, faixas brancas mais finas. As golas e mangas eram brancas, e shorts e meias pretos.
- Segundo uniforme: No uniforme Nº2, predominava o branco com destalhes em azul e preto na gola e nos punhos.

## Títulos

### Estaduais
- Campeonato Amazonense: 1973.
- Taça Amazonas:' 1973
- Torneio Início: 2 vezes (1971 e 1976).

### Outros
- Torneio Flaviano Limongi: 1970
- Liga Desportiva Cristã: 1960

### Destaque
- Vice-Campeonato Amazonense: 1971.

## Retrospecto

### Campeonato Amazonense de Futebol
A Rodoviária, oriunda do Campeonato Amazonense da Segunda Divisão(posteriormente transformada em Segunda Divisão), se profissionalizou em 1968, para começar a disputar o estadual em 1969.